# Wegetarianizm na świecie

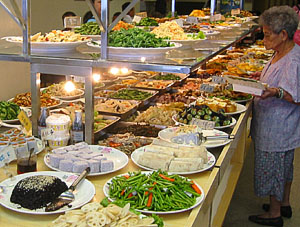
Wegetariańska restauracja w tajwańskim mieście Tajpej

W zależności od historycznego i kulturowego dziedzictwa, wegetarianizm postrzega się różnie w poszczególnych krajach.

## Ameryka Łacińska

### Brazylia
W roku 2004 Marly Wincler, prezes Brazylijskiego Stowarzyszenia Wegetariańskiego, oznajmił, że 5% społeczeństwa nie spożywa mięsa. Według ankiety przeprowadzonej w 2011 roku przez Brazylijski Instytut Opinii Publicznej i Statystyki 9% Brazylijczyków określa się jako wegetarianie.

## Ameryka Północna

### Kanada
Przez wegetarianizm rozumie się tutaj na ogół laktoowowegetarianizm. Niemniej za wegetarian błędnie uważają się niektórzy pollowegetarianie i ichtiwegetarianie. Około 4% dorosłych Kanadyjczyków nie spożywało mięsa w roku 2003. Sondaż przeprowadzony w 2015 roku przez Vancouver Humane Society wykazał, że 33% Kanadyjczyków jest wegetarianami lub ogranicza spożycie mięsa, z czego 8%. odżywia się wyłącznie lub przeważnie bezmięsnie. Młodzi Kanadyjczycy (w wieku 18-34 lata) częściej odpowiadali, że są wegetarianami, a starsi, że ograniczają spożycie mięsa.

### Stany Zjednoczone
American Health Convention zaakceptowało wegetarianizm już w 1838 roku, niemniej w 1971 tylko jeden obywatel na sto określał się wegetarianinem. Wegetarianizm zyskał jednak u końca milenium poparcie środowiska dietetycznego i względną popularność, skutkiem czego według przeprowadzonej w 2000 roku ankiety (Zogby Poll) sponsorowanej przez Vegetarian Resource Group 2,5% Amerykanów nie jadło mięsa w ogóle, zaś 4,5% nie jadło mięsa czerwonego. W 2008 roku badanie przeprowadzone przez Harris Interactive na grupie 5050 respondentów oszacowało liczbę wegan (odrzucających wszystkie produkty odzwierzęce) na około 0,5%, podczas gdy znacznie liczniejsza grupa – 3,2% dorosłych – nie spożywała mięsa, zaś 10% dorosłych stosowało dietę bliską wegetarianizmowi.
Dzieci, których rodzice nie spożywają mięsa, zostają wegetarianami z przyczyn religijnych, etycznych, ze względu na prawa zwierząt, środowisko lub z innych powodów. Pierwszą statystykę dotyczącą wegetarianizmu wśród dzieci przeprowadziła rządowa agencja Centers for Disease Control and Prevention (CDC); oszacowała ona odsetek wegetariańskich dzieci na 0.5%. Niektórzy zakwestionowali ten wynik, gdyż późniejsza ankieta przeprowadzona na stronie internetowej oszacowała odsetek wegetarian wśród dzieci w wieku 8-18 lat na 3%. Niemniej ankieta CDC dotyczyła dzieci w wieku 0-17 lat, co by mogło tłumaczyć różnice.
Rynek wegetariańskich produktów w latach 1998–2003 wzrósł dwukrotnie, osiągając wartość 1,6 miliarda dolarów. Przewiduje się dalszy wzrost.
W ankiecie przeprowadzonej w 2002 roku spytano amerykańskich dorosłych odrzucających mięso o uzasadnienie takiego stylu życia. Wyniki obrazuje poniższa tabela.
| Zdrowie                                  | 32% |
| Obecność chemikaliów i hormonów w mięsie | 15% |
| Nielubienie smaku mięsa                  | 13% |
| Miłość do zwierząt                       | 11% |
| Prawa zwierząt                           | 10% |
| Względy religijne                        | 6%  |
| Troska o planetę                         | 4%  |
| Zrzucenie wagi                           | 3%  |
| Zmniejszenie głodu na świecie            | 1%  |

Prawo dotyczące opakowywania produktów reguluje w Stanach Zjednoczonych Agencja Żywności i Leków i co do zasady nakazuje ona wymienianie wszystkich składników produktu. Jednak są wyjątki, przykładowo niektóre śladowe substancje będące „składnikami składników” nie są uwzględniane w wykazach.

## Australia
W Australii niektórzy producenci skupiający się na wegetariańskim targecie oznaczają produkty informacją „odpowiednie dla wegetarian”, jednak w przypadku żywności eksportowanej do Wielkiej Brytanii owo oznaczenie może być nieadekwatne, gdyż nie wymaga się podania źródeł konkretnych składników. Przykładowo naturalny zapach może zostać otrzymany zarówno ze źródeł roślinnych, jak i zwierzęcych.
Organizacje prozwierzęce takie jak Animal Liberation promują w Australii dietę wegetariańską i weganizm. „Wegetariański tydzień” trwa od 1 do 7 października każdego roku, a firmy dostarczające żywność w odpowiedzi na rosnący popyt produkują bezmięsne substytuty popularnych dań, przykładowo bangers and mash oraz spaghetti bolognese.
Według ankiety przeprowadzonej w 2010 roku (Newspoll Survey) 5% Australijczyków uważa się za wegetarian; w rzeczywistości stanowią oni 2% ogółu (wegetarianami określili się błędnie ichtiwegetarianie).

## Azja

### Chiny
W Chinach wegetarianizm praktykuje się stosunkowo rzadko, niemniej przynajmniej od VII wieku z mięsa rezygnują pobożni buddyści. W ostatnich latach odnotowuje się odrodzenie wegetarianizmu wśród tworzącej się w miastach klasy średniej, która zaczyna zwracać uwagę na zdrowie i dietę. W roku 2010 premier Chińskiej Republiki Ludowej, Wen Jiabao (溫家寶), zaproponował kampanię „jeden dzień wegetarianizmu w każdym tygodniu” (每週一素) jako część większej kampanii środowiskowej.

Oznaczenia stosowane w Indiach celem odróżnienia produktów wegetariańskich (z lewej) od niewegetariańskich (z prawej)

W ostatnim czasie widać wyraźny wzrost zainteresowania wegetarianizmem w Chinach. Przekłada się to na ok. 4-5% wegetarian w tym kraju, co daje ponad 50 mln ludzi i czyni Chiny drugim w kolejności państwem z największą liczbą wegetarian. 

### Izrael
12% Izraelczyków stosuje dietę laktoowowegetariańską, a kolejne 13% rozważa przejście na dietę bezmięsną. Jest to najprawdopodobniej drugi po Indiach kraj z największym procentowym udziałem wegetarian na świecie.

### Indie
W Indiach wegetarianizm jest w zasadzie synonimem laktowegetarianizmu. Większość restauracji i targów oznacza się jako wegetariańskie, niewegetariańskie lub wegańskie. Składniki odzwierzęce (wyłączając mleko i miód) takie jak smalec, żelatyna czy wywar mięsny są nieużywane w tradycyjnej kuchni.
Według ankiety opublikowanej w 2007 roku przez Hindu i CNN-IBN 40% Indyjczyków jest wegetarianami: 31% to laktowegetarianie, a 9% spożywa także jaja. Najwięcej wegetarian spotyka się wśród dżinistów i braminów (55%), stosunkowo zaś mało wśród muzułmanów (3%) i rezydentów przybrzeżnych obszarów kraju. Ankiety przytaczane przez FAO i USDA szacują liczbę wegetarian na 20–42%. Wskazują one ponadto, że Indyjczycy spożywający mięso często robią to nieregularnie; regularnie spożywa mięso mniej niż 30%. Nieregularność owa wynika jednak częściowo z przyczyn ekonomicznych.
Indyjczycy opracowali system oznaczania produktów spożywczych: oparte na wegetariańskich składnikach mają symbol zielonej kropki wpisanej w zielony kwadrat, oparte zaś na składnikach pochodzenia zwierzęcego brązową kropką wpisaną w brązowy kwadrat.
Dynamiczny wzrost gospodarczy Indii przyczynił się do rozwoju zorganizowanego handlu detalicznego, co zrodziło pewne kontrowersje. Niektórzy wegetarianie żądają wycofania mięs z supermarketów i zakazu serwowania dań mięsnych w restauracjach.

### Tajwan
1,7 miliona Tajwańczyków, tj. 7.5%, praktykuje wegetarianizm przynajmniej od czasu do czasu. Na Tajwanie znajduje się 6000 wegetariańskich placówek żywieniowych. Prawo Tajwanu cechuje się najbardziej restrykcyjnymi ustawami dotyczącymi etykietowania żywności, jako że wegetariańskie produkty kupują tam ponad 2 miliony ludności. Kampanię „jeden dzień wegetarianizmu w każdym tygodniu” popiera się na szczeblu krajowym i lokalnym, włączają się w nią nawet rządowe organy, takie jak Taibei City Board of Education.

## Europa
Nie ma w Europie jednolitej definicji wegetarianizmu, przez co zdarzają się przypadki niewłaściwego etykietowania produktów.

### Belgia
Od maja 2009 roku belgijskie miasto Gandawa jako pierwsze na świecie obchodzi cotygodniowo „dzień wegetarianizmu”.

### Hiszpania
W Hiszpanii nie ma wielu wegetariańskich restauracji i sklepów, wegetarianizm w ogóle jest rzadkością. Niektórzy doszukują się przyczyn w reżimie Francisco Franco, który był nieprzychylny wegetarianizmowi jako idei powiązanej z lewicą. Dopiero w roku 1975 pozwolono lekarzom dyskutować na temat korzyści zdrowotnych wegetarianizmu, wtedy też wegetariańskie restauracje uzyskały na nowo zgodę na działalność gospodarczą.

### Holandia
Statystyki wykazały, że liczba wegetarian wzrosła z 560 tys. w 2004 roku do 720 tys. w roku 2006. Obecnie 4.5% Holendrów nie jada mięsa. Równie szybko rośnie liczba „półetatowych” wegetarian – obecnie 3,5 miliona obywateli (21% ogółu) nie jada mięsa parę dni w tygodniu.
Sprzedaż substytutów mięsa wzrasta rokrocznie o mniej więcej 25%, co czyni ten rynek najszybciej rozwijającym się w kraju. W niektórych sklepach wegetarianie nadal muszą czytać składy produktów, niemniej coraz częściej wegetariańskie produkty są oznaczane międzynarodowym znakiem „V-label”, którego przydzielanie nadzoruje holenderskie stowarzyszenie Vegetarisch Keurmerk.
Weganizm jest w Holandii rzadkością – Holenderskie Stowarzyszenie Weganizmu oszacowało liczbę wegan na około 16 000, co stanowi promil ogółu.

### Niemcy
Według Agriculture and Agri-Food Canada w Niemczech żyje 6 milionów wegetarian. Ankieta przeprowadzona przez Institut Produkt und Markt wykazała zaś, że bez mięsa obywa się 9% Niemców (7 380 000 obywateli), co wedle włoskiego instytutu Eurispes czyni to państwo drugim najbardziej wegetariańskim w Unii Europejskiej (po Włoszech).

### Polska
Do pionierów polskiego ruchu wegetariańskiego (jarskiego) należał Konstanty Moes-Oskragiełło, który w Bojarowie uruchomił sanatorium witarańsko-wegańskie. Jego wydana w 1888 roku książka Jarstwo i wełniarstwo w dziejach dawnej Słowiańszczyzny propagowała tezę, jakoby dawni Słowianie byli jaroszami; podobny pogląd wyznawał Antoni Morzycki, który w spożywaniu mięsa przez ich potomków dopatrywał się wpływów germańskich. Janisław Jastrzębowski postulował połączenie idei wegetarianizmu i socjalizmu z działalnością narodowowyzwoleńczą; w publikacji Precz z mięsożerstwem! (wyd. 1907) apelował, aby pieniądze zaoszczędzone dzięki rezygnacji z mięsa i używek zainwestować w poprawę kondycji ekonomicznej ludu polskiego. Z kolei spośród przedstawicieli środowiska naukowego orędowniczką wegetarianizmu była Józefa Joteyko, zalecająca bezmięsne żywienie dzieci.
Z 1912 roku pochodzi wzmianka o istnieniu wegetariańskich restauracji na ziemiach polskich.
W kręgu kuchni żydowskiej wegetarianizm promowała polska Żydówka Fania Lewando, autorka m.in. wydanej w 1938 roku książki kucharskiej Vegetarish dietisher kokhbukh (przetłumaczonej z jidysz na angielski w 2015).
We współczesnej Polsce wegetarianizm jest propagowany m.in. przez stowarzyszenie Empatia, Fundację Viva! Akcja dla Zwierząt, stowarzyszenie Otwarte Klatki oraz internetowe serwisy i fora wegetariańskie. Organizowane są różne happeningi, spotkania i demonstracje przeciwko takim firmom jak KFC, McDonald’s Corporation czy sklepom sprzedającym futra. Co roku wiele miast przyłącza się do Ogólnopolskiego Tygodnia Wegetarianizmu, który odbywa się w ostatnim tygodniu maja. 1 października odbywa się Światowy Dzień Wegetarianizmu, a 11 stycznia swój dzień obchodzą wegetarianie – Dzień Wegetarian. Od 2003 roku 20 grudnia obchodzony jest Dzień Ryby, który propaguje wegetariańskie święta Bożego Narodzenia w Polsce i jest wyrazem sprzeciwu wobec zabijania i niehumanitarnego traktowania ryb żywych karpi w okolicach Wigilii.
W 1912 roku rozpoczęto wydawanie w Berlinie polskojęzycznego pisma Jarskie Życie. Od 1994 roku ukazuje się ogólnodostępny miesięcznik Wegetariański Świat, a od 2008 także lajfstajlowy miesięcznik Vege. Pierwszy portal wegetariański Vege powstał w roku 1999.
Pośród najważniejszych polskich ideologów ruchu wegetariańskiego wymienić należy przede wszystkim nieżyjącą już pisarkę, filozofkę i aktywistkę ruchu na rzecz praw zwierząt Marię Grodecką, której dzieła z dziedziny zdrowego żywienia oraz filozofii wegetarianizmu należą do kanonu lektur sympatyków wegetarianizmu.
W 2013 roku polskie Ministerstwo Zdrowia, po konsultacjach z Instytutem Żywności i Żywienia oraz Instytutem „Pomnik – Centrum Zdrowia Dziecka”, wydało oświadczenie, w którym stwierdzono, że:

zarówno dieta tradycyjna, jak i wegetariańska, w przypadku niewłaściwego jej zbilansowania niesie ryzyko niedoborów niektórych składników odżywczych i w konsekwencji złego funkcjonowania organizmu”.
Badania Instytutu „Pomnik - Centrum Zdrowia Dziecka” wskazują na to, że rozwój fizyczny u dzieci wegetariańskich przebiega harmonijnie i mieści się w granicach normy, choć generalnie są one szczuplejsze niż rówieśnicy, a rozwój intelektualny nieco tę normę przekracza. Wegetarianizm praktykowany w prawidłowy sposób jest zdrowy na wszystkich etapach życia oraz w połączeniu z aktywnym trybem życia dieta wegetariańska może być stosowana u dzieci, pod warunkiem prawidłowego jej zbilansowania, suplementacji witaminą B12 oraz dokonywania okresowej oceny rozwoju i wzrastania.

Opinia Ministerstwa była odpowiedzią na Petycję w sprawie umożliwienia rodzicom wyboru diety wegetariańskiej lub wegańskiej w publicznych placówkach oświatowych złożoną kilka miesięcy wcześniej przez Magdalenę Sikoń, redaktor naczelną portalu wegemaluch.pl. Petycję poparło kilku lekarzy i dietetyków, m.in. Janusz Książyk, Aneta Czerwonogrodzka-Senczyna, Bolesław Lisikiewicz, Małgorzata Desmond, a także naukowcy i osoby publiczne reprezentujący inne dziedziny, m.in. Andrzej Elżanowski, Maria Szyszkowska, Barbara Labuda.
W roku 2013 na zlecenie LightBox Instytut Badań Opinii Homo Homini przeprowadził badanie, z którego wynika, że liczba dorosłych wegetarian w Polsce wynosi ponad milion. Wśród badanych 1,6% deklarowało się jako laktoowowegetarianie, a kolejne 1,6% jako weganie. Dodatkowo istnieje ponadmilionowa grupa aspirująca do miana wegetarian, spożywająca jednak sporadycznie ryby i mięso (3,7%). Najwyższa liczba wegetarian zadeklarowała się wśród kobiet (8,9%), ludzi młodych – do 24 lat (9,8%) oraz wśród osób ze średnim wykształceniem (8,9%)
W 2019 roku sondaż panelu Ariadna wykazał, że 6,6% badanych osób w wieku powyżej 18 lat przebywało na diecie wegetariańskiej, a 1,8% na diecie wegańskiej przez cały poprzedzający miesiąc.

### Portugalia
Vegetarian Society of Portugal zostało założono w 1908 roku przez Amilcara de Sousa. W roku 2007 liczbę wegetarian w tym kraju oszacowano na 30 000.

### Szwajcaria
Rządowe statystyki z 1997 roku określiły odsetek wegetarian na 2.3%. Badania przeprowadzone dekadę później mówią już o 5%.

### Szwecja
10% mieszkańców Szwecji deklaruje się jako wegetarianie lub weganie. W ciągu ostatnich pięciu lat odsetek wegetarian wzrósł w Szwecji o 4 punkty procentowe. Rośnie także popyt na jarskie jedzenie wśród Szwedów, którzy nie są wegetarianami lub weganami. Aż 37% uczestników sondażu jedzących mięso potwierdziło, że w ciągu ostatniego roku wzrosło ich zainteresowanie jarskimi potrawami. Widać to także w ofercie restauracji i supermarketów.

### Wielka Brytania
Od zakończenia drugiej wojny światowej odsetek wegetarian wśród Brytyjczyków stale rośnie. W ankiecie Public Attitudes to Food przeprowadzonej w 2009 roku przez Food Standards Agency 3% respondentów określiło się wegetarianami, a 5% jako częściowi wegetarianie (niejedzący niektórych rodzajów ryb lub mięsa). Niektóre niezależne badanie rynkowe sugerują, że liczba wegetarian wśród dorosłych Brytyjczyków mieści się w zakresie 7-11%. Wegetarianami dwukrotnie częściej zostają kobiety. Pomimo klarownej definicji upowszechnianej przez brytyjskie Vegetarian Society niektórzy nadal nazywają się błędnie wegetarianami, podczas gdy spożywają ryby.

### Włochy
Wspomniany Eurispes przytacza za European Vegetarian Union dane szacujące liczbę włoskich wegetarian na 6 milionów, co daje 10% ogółu społeczeństwa, najwyższy wskaźnik w UE.